# Őslények országa 7. – A hideg tűz köve
Az Őslények országa 7. – A hideg tűz köve  (eredeti cím: The Land Before Time VII: The Stone of Cold Fire) 2000-ben bemutatott amerikai rajzfilm, amelyet Charles Grosvenor rendezett. A forgatókönyvet Len Uhley írta. Az animációs játékfilm producere Charles Grosvenor. A zenéjét Michael Tavera és James Horner szerezték. A tévéfilm gyártója a Universal Cartoon Studios, forgalmazója a Universal Pictures Home Entertainment. Műfaja kalandfilm és zenés film.
Amerikában 2000. december 5-én a mozikban.

## Szereplők
| Tappancs            | Thomas Dekker      | Dósa Mátyás   |                       |                       |                       |                                                             |                                                             |                                                             |
| Kistülök            | Anndi McAfee       | Mánya Zsófia  |                       |                       |                       |                                                             |                                                             |                                                             |
| Kacsacsőr           | Aria Noelle Curzon | Csifó Dorina  |                       |                       |                       |                                                             |                                                             |                                                             |
| Röpcsi              | Jeff Bennett       | Bolba Tamás   |                       |                       |                       |                                                             |                                                             |                                                             |
| Tappancs nagypapája | Kenneth Mars       | Szabó Gyula   |                       |                       |                       |                                                             |                                                             |                                                             |
| Tappancs nagymamája | Miriam Flynn       | Zsurzs Kati   |                       |                       |                       |                                                             |                                                             |                                                             |
| Kistülök apja       | John Ingle         | Gyürki István |                       |                       |                       |                                                             |                                                             |                                                             |
| Pterano             | Michael York       | Forgács Gábor | További magyar hangok | További magyar hangok | További magyar hangok | Gesztesi Károly, Laklóth Aladár, Lippai László, Vizy György | Gesztesi Károly, Laklóth Aladár, Lippai László, Vizy György | Gesztesi Károly, Laklóth Aladár, Lippai László, Vizy György |